# Naqqach
Naqqach (arabe : نقاش ) est un village libanais situé dans le caza du Metn au Mont-Liban au Liban. Cette banlieue huppée du Nord de Beyrouth, fait partie intégrante de la municipalité d'Antélias, mais à la grande différence avec le reste d'Antélias, Naqqach est une localité paisible plantée d’arbres de pins, située directement sous Rabieh.
Naqqach se divise en différente zones (zone verte, zone bleue, etc.). Naqqach est devenue assez dispendieuse, même en comparaison avec Rabieh, vue le panorama incroyable qu'elle offre avec une vue directe sur la mer Méditerranée et sur l'ambassade américaine. Elle est peuplée par une certaine bourgeoisie et des ressortissants européens. Naqqach abrite également les sièges sociaux de la station de Radio Télévision Murr. Il n'existe pas de statistiques fiables sur Naqqach, étant donné que les statistiques concernent l'ensemble de la municipalité d'Antélias.